# Moteur Brayton

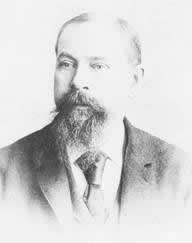
George Brayton, inventeur du « moteur Ready. »

Un moteur Brayton, appelé commercialement Ready Motor, est un moteur à explosion exploitant le principe du cycle de Brayton, du nom de son inventeur George Brayton. Les moteurs Brayton exploitent un système bielle-manivelle à volant d'inertie et comportent au moins deux cylindres : une chambre de combustion et un vase de détente des gaz d'échappement.

## Historique
Brayton breveta son moteur en 1872. À l'origine, le moteur Brayton est un moteur à gaz ; son rendement est supérieur à celui du moteur Hugon, mais moins bon que celui d'un moteur Otto classique. En 1874 Brayton dépose un brevet pour un mécanisme d'admission qui lui permet d'utiliser des carburants liquides comme le pétrole brut ou le pétrole lampant. En 1876, il commercialise son moteur, et en 1878 le présente lors de l’Exposition universelle de 1878 à Paris. De par son rendement médiocre, le moteur Brayton n'a pas joué un grand rôle dans l'industrie américaine naissante ; seule l’admission du carburant connut une certaine postérité, et cela grâce au moteur Diesel, puisque faute d'un mécanisme d'injection convenable, Rudolf Diesel dut se rabattre sur l'admission à la Brayton, mais avec des pressions nettement plus élevées.

Brevet US125166, moteur à gaz monocylindre
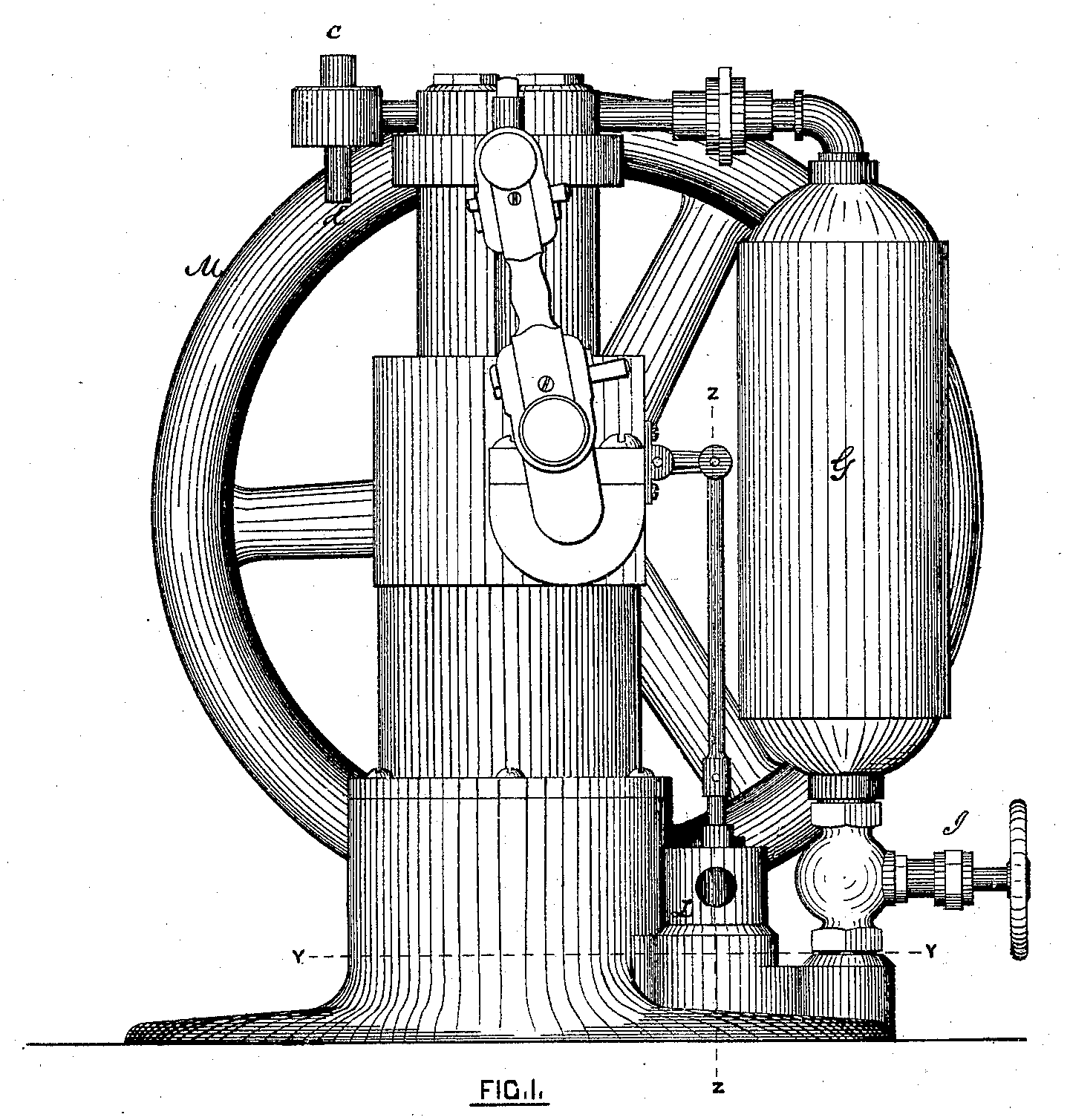
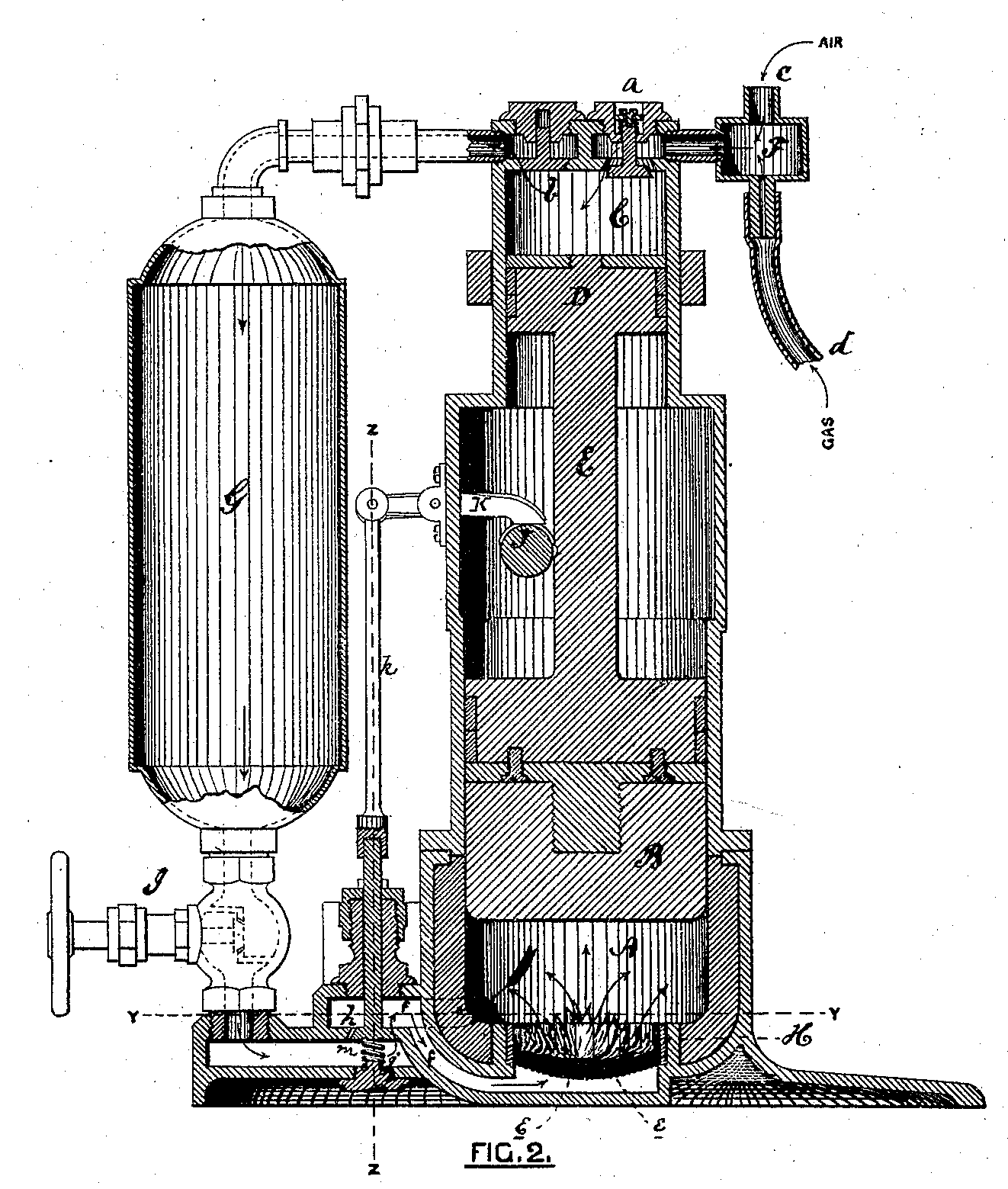
Vue en coupe
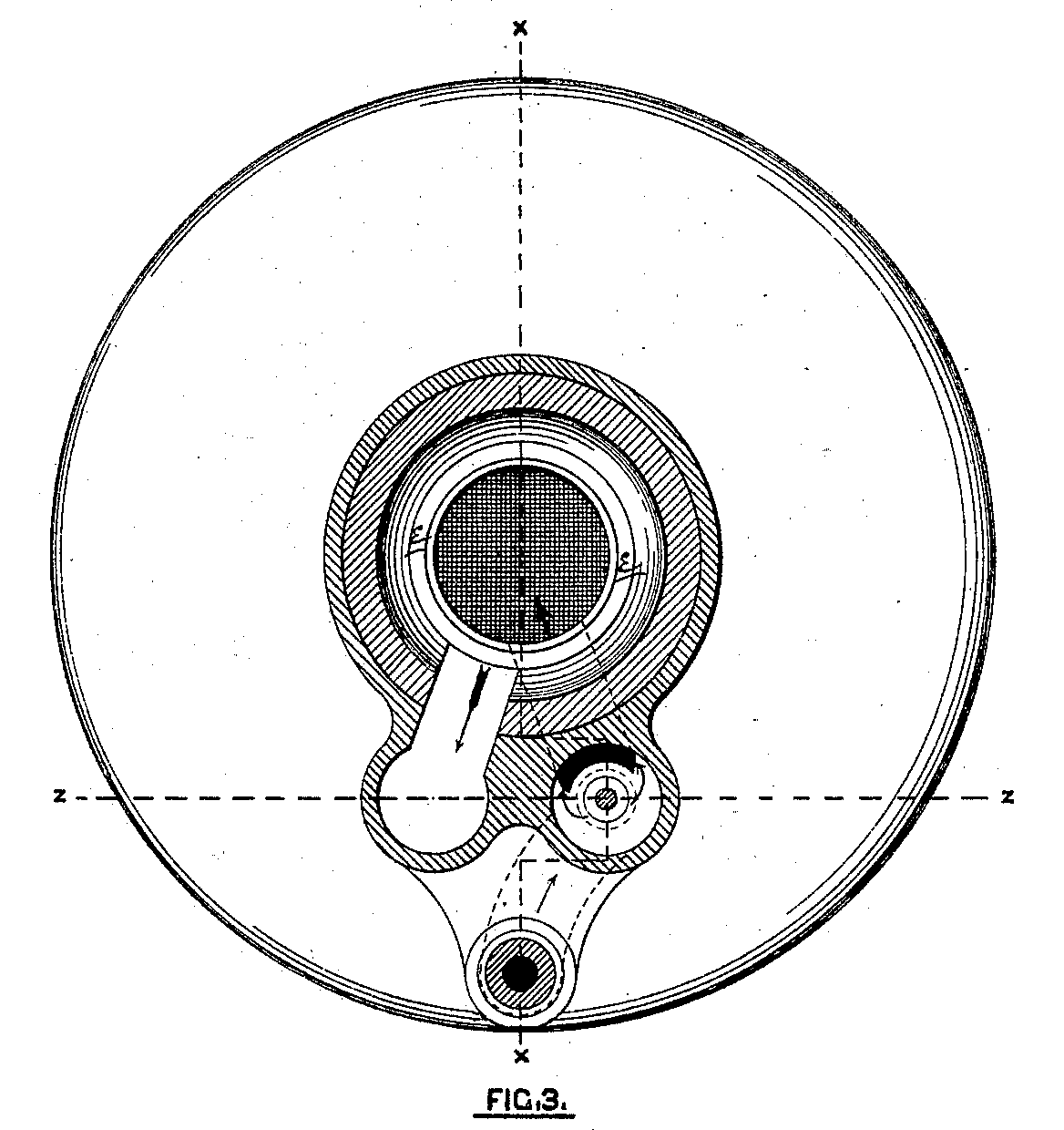
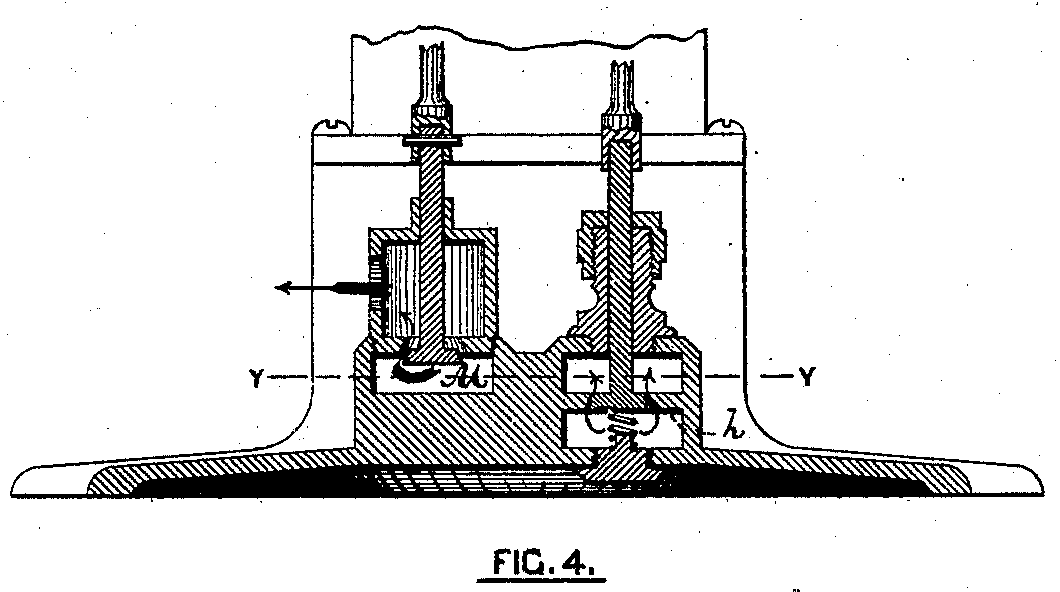

US151468, moteur monocylindre carburant liquide
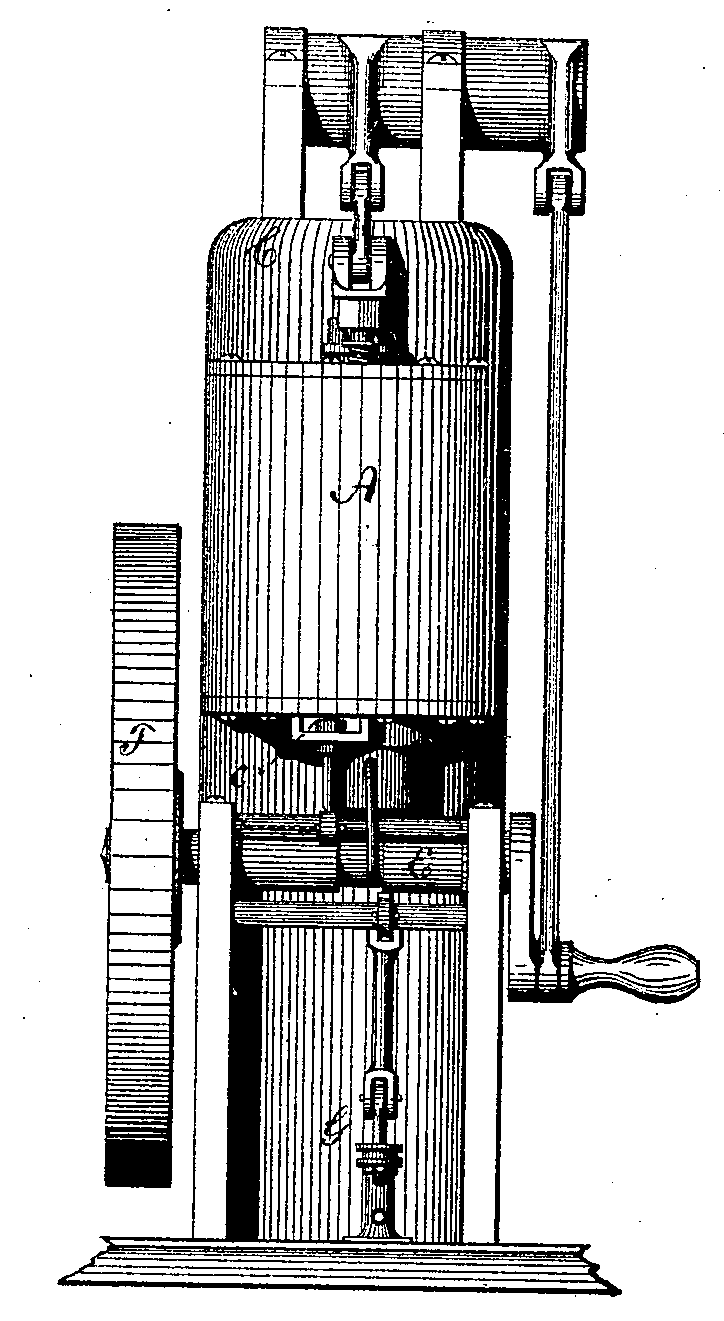
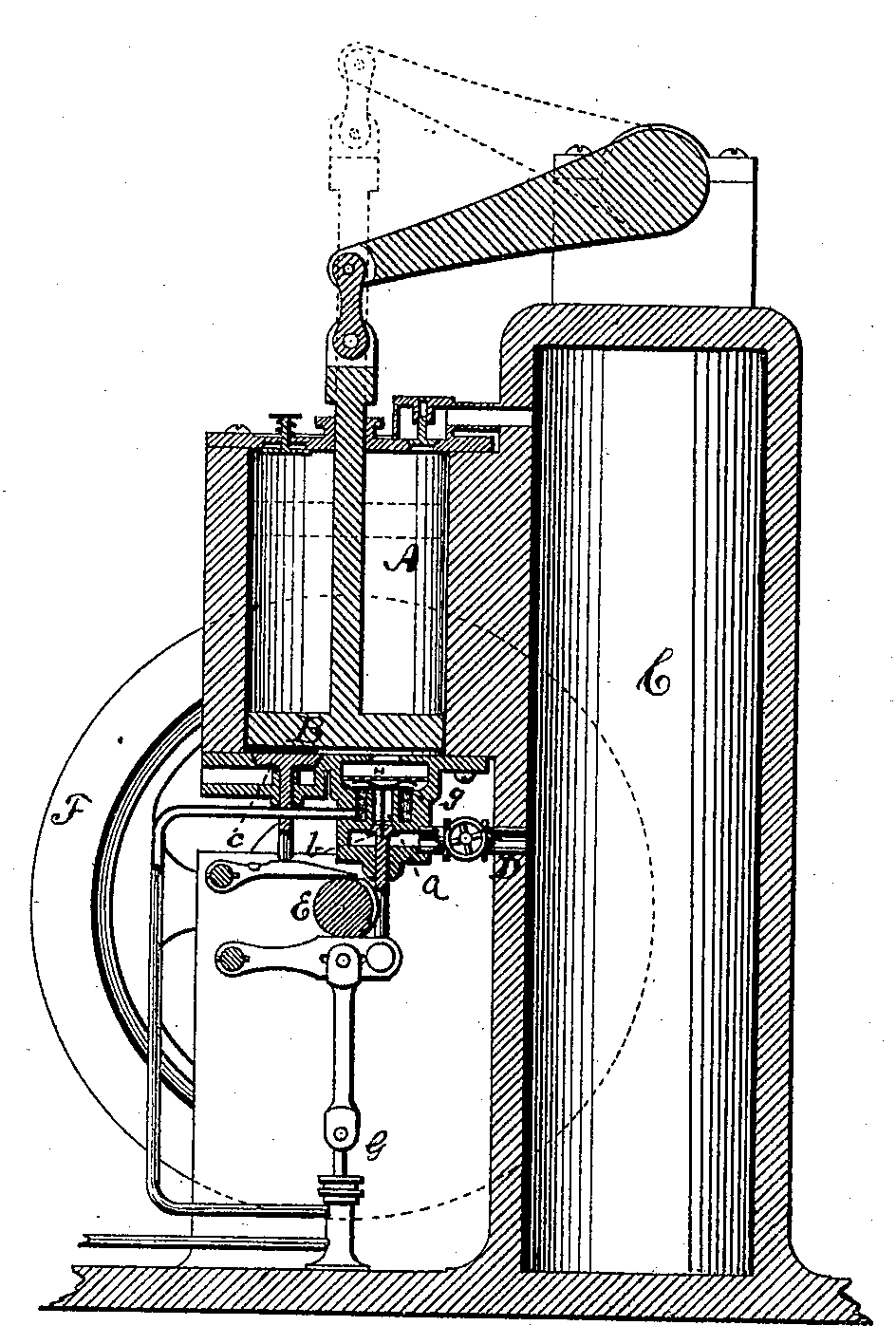
Vue en coupe
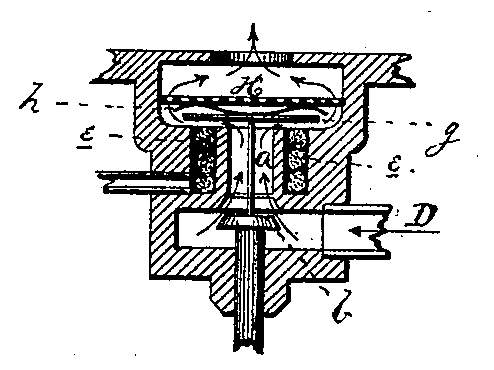

Mais le cycle Brayton allait trouver un second élan avec le développement de la turbine à gaz et des turboréacteurs : au cours de la Seconde guerre mondiale, ces machines s'imposent comme le moyen de développer une poussée accrue sans augmenter excessivement la masse des avions. Ce progrès n'est d'ailleurs possible que grâce à la découverte d'alliages résistants à la fatigue thermique qu'impose l'échauffement des gaz. 
Les turbines à gaz réalisent généralement un cycle ouvert, c'est-à-dire qu'elles exploitent le transit d'un flux d'air à travers le réacteur. Les pales du réacteur pompent l'air frais vers un compresseur, ce qui élève à la fois la température et la pression du gaz emprunté. L'air, à haute
pression, s'écoule ensuite vers une chambre de combustion, où du carburant, brûlé à pression constante, augmente encore la température de l'air mélangé au carburant brûlé. Ce mélange de gaz passe ensuite dans la turbine, où ils passent à la pression atmosphérique et leur expansion produit la poussée. 
Cependant, on peut analyser le cycle des turbines à gaz comme un cycle fermé, en modélisant l'étage de combustion comme un échauffement isobare, et l'échappement comme une détente isobare.
Après 1943, le développement des turboréacteurs amorce un nouveau cycle technologique et le déclin de la propulsion à hélices : la demande des compagnies aéronautiques pour augmenter le rendement des turbines stimule les recherches des fabricants.
Toutefois, malgré les perspectives qu'offrait la turbine à gaz, elle n'a pas bouleversé la production d'électricité comme elle l'avait fait dans l'aéronautique : son évolution a marqué le pas devant celle, plus dynamique, de la turbine à vapeur.

## Fonctionnement
Un moteur Brayton comporte un cylindre d'expansion et un cylindre de compression ainsi qu'un mélangeur séparés. Les cylindres sont de même alésage, mais le piston voit sa section doublée dans le cylindre d'expansion. Si le moteur Brayton présente les quatre temps moteur d'un moteur à explosion classique : admission, compression, allumage et détente, deux de ces temps moteurs se confondent par construction ; raison pour laquelle on range parfois le moteur Brayton parmi les moteurs à deux-temps. Comme dans les moteurs à explosion modernes, les pistons sont à simple effet. L'allumage du moteur Brayton est externe et possède un refroidissement à air : chaque cylindre est muni d'une soupape d'admission et d'une soupape d'échappement de forme tronconique (soupape champignon), actionnées par cliquet.
La détente dans le cylindre d'expansion actionne simultanément le pompage de carburant et d'air dans le cylindre d'admission, et les deux fluides sont comprimés dans un mélangeur. La surpression dans ce mélangeur atteint 515–653 kPa (5,15-6,53 bars). Le mélange est ensuite allumé dans le vase d'expansion et les gaz brûlés sont mis en communication avec l'extérieur jusqu'à atteindre la pression atmosphérique (phase d'échappement).
L'allumage du moteur Brayton repose sur une flamme en veilleuse. La nourrice d'admission est doublée d'un circuit d'allumage : une bifurcation comportant une platine de zinc percée, obturable par un volet métallique. C'est par ce circuit que le mélange est injecté dans le vase d'expansion. Pour démarrer le moteur, on tire sur la bonde obturant le volet métallique ce qui provoque l'ignition du mélange. La flamme est bien en amont du cylindre d'expansion afin d'assurer une alimentation continue en mélange. À l'ouverture de la soupape d'admission, tout le reste du mélange (carburant et air) se déverse dans le cylindre d'expansion et s'enflamme au contact du gaz igné. Le volet métallique du circuit d'allumage est alors refermé, empêchant que la flamme se propage vers l'amont du circuit.
Pour éviter une usure prématurée du moteur, Brayton adapta son circuit en ajoutant à la nourrice une pompe distincte pour injecter le pétrole dans le circuit d'allumage. Ce n'est qu'alors qu'il est mélangé à de l'air et comprimé : ce découplage s'accompagne d'une compression du volet, qui a pour effet de pulvériser le pétrole, qui est injecté sous forme de gouttelettes dans le cylindre d'expansion où il explose. L'inconvénient de ce procédé est l'encrassement prompt du cylindre, qui devait être fréquemment décapé.

## Caractéristiques techniques

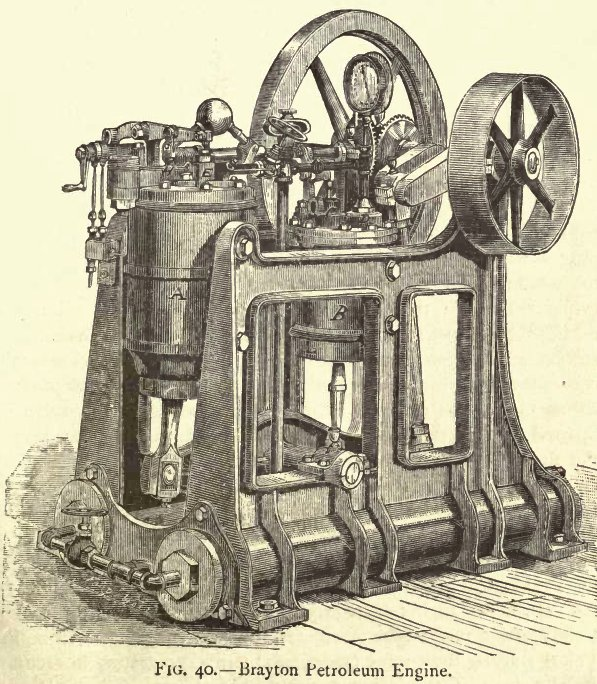
Le moteur Brayton de l'atelier de Clerk.

| Unité                            | Impériale                 | Métrique                  |
| -------------------------------- | ------------------------- | ------------------------- |
| Alésage du piston                | 8 in                      | 203,2 mm                  |
| Vitesse moyenne du piston        | 180 ft/min                | 91,5 cm/s                 |
| Pression efficace                | 33 lbf/in2                | 227,5 kPa                 |
| Puissance brute estimée          | 5 bhp gross               | 3 730 W                   |
| Puissance brute effective        | 8,62 bhp gross            | 6 430 W                   |
| Puissance efficace               | 3,986 bhp                 | 2 970 W                   |
| Consommation                     | 69,3 ft3/bhp h            | 2,64 m3/kWh               |
| Source, sauf précision contraire | selon Pr. Thurston, 1873, | selon Pr. Thurston, 1873, |